# Eton Place Dalian
L'Eton Place Dalian est un complexe de cinq gratte-ciel construits entre 2010 et 2016 à Dalian en Chine. La plus haute tour s'élève à 383 mètres, la deuxième à 279 mètres et les trois autres à 147 mètres. 